# Siaka Dagno
Dagno Siaka (1 november 1987) is een Ivoriaans voetballer.

## Carrière
Siaka begon zijn loopbaan samen met onder andere Yaya Soumahoro, bij Séwé Sports de San Pedro.
Hij maakte zijn debuut in 2007 en één jaar later vertrok hij naar het Thaise Muang Thong United.
Hij speelde tot hiertoe 85 wedstrijden voor Muang Thong waarin hij 37 keer tot scoren kwam.

## Erelijst
Thai Division 1
- 2008

Thai Premier League
- 2009, 2010